# Branko Ivanković
Branko Ivanković (Čakovec, 28 februari 1954) is Kroatisch voetbalcoach en voormalig voetballer, die in september en oktober 2013 de Kroatische voetbalclub GNK Dinamo Zagreb trainde. Zelf speelde hij zijn gehele carrière voor Varteks. In april 2015 werd Ivanković aangesteld als trainer bij de Iraanse club Persepolis FC, waar hij een contract voor anderhalf jaar tekende.

## Trainerscarrière

### Kroatië
Tussen 1991 en 1995 was Ivanković hoofdtrainer van NK Varteks Varaždin. Daarna maakte hij de overstap naar HNK Segesta Sisak, waar hij slechts een seizoen in dienst was. Vervolgens trainde hij ook HNK Rijeka waar hij twee seizoenen bleef. Na die periode werd hij assistent-bondscoach van Miroslav Blažević, die met het Kroatisch voetbalelftal actief was op het WK voetbal 1998. Samen bereikten zij de halve finale en werden daarin uitgeschakeld door de latere wereldkampioen Frankrijk. Uiteindelijk werd de bronzen medaille gewonnen, nadat in de troostfinale met 2-1 werd gewonnen van Nederland, dat daarmee vierde werd.

### 1999-2001
Na het WK keerde Ivanković terug naar het clubvoetbal en had hij Hannover 96 gedurende het seizoen 1999/00 onder zijn leiding. Daarna keerde hij terug binnen het nationale team van Kroatië als assistent van de nieuw aangestelde bondscoach Mirko Jozić. Kroatië kwalificeerde zich voor het WK voetbal 2002 en Ivanković vertrok naar Iran. Daar werd hij bondscoach van het Iraans voetbalelftal als opvolger van Blažević die daar sinds 2001 werkzaam was.

### Iran
Op 29 januari 2002 werd Ivanković officieel aangesteld als bondscoach. Na een korte tussenpauze werd hij op 3 oktober 2003 opnieuw in dienst genomen. Iran kwalificeerde zich onder leiding van Ivanković makkelijk voor het WK voetbal 2006.
Ivanković' defensieve speelstijl en het veilige risicoloze spel werden vanaf 2004 voortdurend bekritiseerd door de Iraanse fans en media. De grootste kritiek kwam naar aanleiding van het vrijwel nooit toepassen van wisselingen binnen het team voorafgaand aan de wedstrijden, maar ook veranderde hij vrijwel nooit wat aan de tactieken en formaties – alles bleef gelijk. In de media werd hij beschuldigd van het niet op orde kunnen brengen van het Iraanse voetbal en voor het niet oproepen van goed presterende Iraanse voetballers. Zo werden Iman Mobali en Reza Enayati voortdurend gepasseerd. Ook het uitkiezen van zwakke tegenstanders in aanloop naar het WK voetbal 2006 werd gehekeld. Dit laatste werd ongedaan gemaakt toen Kroatië als tegenstander aan het WK-lijstje werd toegevoegd.

### Dinamo Zagreb
Op 6 november 2006 werd Josip Kuže vervangen door Ivanković als hoofdtrainer van Dinamo Zagreb. Hij werd met Dinamo Zagreb landskampioen en won de nationale beker. In dit seizoen verloor de Kroaat geen enkele wedstrijd in de competitie. Ivanković nam ontslag op 14 januari 2008, nadat hij hevig bekritiseerd werd door Zdravko Mamić.
Ivanković keerde op 21 mei 2008 terug als trainer van Dinamo Zagreb. Hij verving Zvonimir Soldo, die meteen ontslag nam nadat Dinamo Zagreb landskampioen werd en de nationale beker veroverde.
In juni 2009 bood de Iraanse voetbalclub Persepolis FC Ivanković de functie van hoofdtrainer aan. Ivanković sloeg het bod af.

### Shandong Luneng Taishan
Op 17 december 2009 werd Ivanković aangesteld als de nieuwe hoofdtrainer van de Chinese voetbalclub Shandong Luneng Taishan. In zijn eerste seizoen werd Shandong Luneng Taishan landskampioen met 63 punten. Het Chinese team verzekerde zich ook van een plek in de AFC Champions League, maar werd uitgeschakeld in de eerste ronde met 7 punten. Vanwege het slechte resultaat in de AFC Champions League, werd Ivanković ontslagen op 10 mei 2011, een week voor het cruciale duel met Cerezo Osaka.

### Al-Ettifaq
Ivanković ondertekende een contract van één jaar met de Saoedische voetbalclub Al-Ettifaq op 22 juli 2011. Ivanković bracht de Saoedische voetbalclub terug in de AFC Champions League dat seizoen. Ivanković werd ontslagen door de club, nadat de club eindigde als vierde in de Saudi Premier League.

### Al-Wahda FC
In mei 2012 zette Ivanković zijn handtekening onder een contract van twee jaar met Al-Wahda FC. Al-Wahda FC ontsloeg Ivanković in april 2013, nadat de club verloor met 3-4 tegen Ajman Club. Al-Wahda FC stond op de zevende plek tijdens het ontslag van de Kroaat.

### GNK Dinamo Zagreb
Nadat Krunoslav Jurčić voor de derde keer werd ontslagen als hoofdtrainer van GNK Dinamo Zagreb, werd Ivanković voor de derde keer aangesteld als hoofdtrainer van de voetbalclub uit Zagreb. Namen zoals László Bölöni, Héctor Cúper, Avram Grant, Felix Magath, Alberto Malesani en Edoardo Reja werden genoemd als potentiële opvolgers van Krunoslav Jurčić, maar Ivanković werd toch weer gekozen, ondanks de kritiek van Zdravko Mamić. Na acht wedstrijden werd Ivanković ontslagen als hoofdtrainer van GNK Dinamo Zagreb in oktober 2013. Van de acht wedstrijden won GNK Dinamo Zagreb drie wedstrijden van NK Osijek, HNK Rijeka en NK Suhopolje. Ivanković werd aangesteld om de fouten van voorganger Jurčić te herstellen, maar het mocht niet baten. Sportdirecteur Zoran Mamić volgde Ivanković op als hoofdtrainer als een tijdelijke oplossing tot en met het eind van het jaar. Naast Jurčić is Ivanković de enige trainer die door GNK Dinamo Zagreb drie keer ontslagen werd.

### Persepolis FC
In april 2015 werd Ivanković de nieuwe trainer van het Iraanse Persepolis FC. Twee jaar nadat de Kroaat ontslagen werd bij GNK Dinamo Zagreb, ging hij na bijna een decennium opnieuw aan de slag als trainer in Iran. Ivanković is de vijfde trainer bij Persepolis FC in de geschiedenis van de club, nadat Kroatische trainers als Stanko Poklepović, Tomislav Ivić, Vinko Begović en Zlatko Kranjčar hem voorgingen.